# Río Slepyshija
El río Slepyshija (del ruso: Слепышиха) es un río del óblast de Tiumén, en Rusia. Es un afluente por la derecha del río Vagái, que lo es del río Irtish, y éste a su vez del río Obi, a cuya cuenca hidrográfica pertenece.

## Geografía
Su curso tiene 11 km de longitud. Nace a 55 m sobre el nivel del mar en los lagos Lebiazhe y Dikoye y se dirige hacia el oeste para desembocar a 44 m de altura, tras pasar por Zarechni en el Vagái, a 23 km de su desembocadura en el río Irtish en Vagái.